# Jacob Sartorius
Jacob Sartorius   (Tulsa, 2 d'octubre de 2002), de nom complet Rolf Jacob Sartorius, és un cantant estatunidenc i una celebritat d'Internet, que va aconseguir la fama a través de les xarxes socials gràcies a la publicació de vídeos de sincronia de llavis en Musical.ly. En 2016, va llançar el seu primer senzill «Sweatshirt», que va entrar en la llista d'èxits Billboard Hot 100 als Estats Units i el Canadà. Jacob Sartorius va ser el novè artista més buscat de 2016.
El 20 de gener de 2017, Sartorius va llançar el seu primer *EP amb The Last Text, que incloïa vuit cançons. El EP va figurar en les llistes d'àlbums dels Estats Units, el Canadà, Escòcia, Nova Zelanda, Irlanda i Austràlia. La seva primera gira de concerts, The Last Text World Tour, va tenir lloc el mateix any i poc després va llançar el seu segon EP, Left Em Hangin.
Des de finals de desembre de 2017, va mantenir una relació amorosa amb l'actriu britànica Millie Bobby Brown, que va finalitzar per decisió mútua al juliol de 2018, després de 7 mesos de relació.